# Holasovice
Holasovice är en ort i Tjeckien. Den ligger i den östra delen av landet, 240 km öster om huvudstaden Prag. Holasovice ligger 281 meter över havet och antalet invånare är 1 366.
Terrängen runt Holasovice är platt. Runt Holasovice är det tätbefolkat, med 511 invånare per kvadratkilometer. Närmaste större samhälle är Opava, 9,4 km sydost om Holasovice. Trakten runt Holasovice består till största delen av jordbruksmark.